# P.S. 元気です、俊平
『P.S.元気です、俊平』（ピー・エス・げんきです、しゅんぺい）は、柴門ふみによる日本の漫画。
TBS系で1999年6月24日から9月16日まで毎週木曜日22:00 - 22:54に、堂本光一主演でテレビドラマ化された。

## 概要
講談社発行の『週刊ヤングマガジン』に、1980年の創刊時より連載された。単行本はヤングマガジンKCより全11巻（絶版）、講談社漫画文庫より全7巻。
柴門が通った徳島県の後藤大学予備校をモデルにしている。
タイトルは、吉田拓郎の1972年のアルバム『元気です。』内に収められた、拓郎が当時のフォークファンから「商業主義」などと叩かれていたことに対するアンサーが書かれた拓郎の直筆ライナーノーツに影響を受けての命名。 
1983年には第7回講談社漫画賞を受賞した。

## あらすじ
浪人生の俊平は、ひょんなことから女子大生の桃子と知り合う。奔放な桃子に振り回されっぱなしの俊平は、彼女の住む女子寮で初恋の相手・小夜子に再会する。同窓会にかこつけて小夜子との仲を深めようとするが、あと一歩の所で告白できない。エリート医師である恋人・曽根田と別れた桃子は、繊細で心優しい俊平に惹かれ、やがて彼が合格した大学に入学する。俊平も、小夜子を思いながらも次第に桃子の純粋さに触れ、恋が芽生えていく。そんな時、小夜子がバイト先の店長と不倫しているとの噂が流れる。心配して何かと小夜子を気づかう俊平。だが、桃子が曽根田とマンションに入る姿を目撃した俊平は、嫉妬のあまり桃子のことを信じられなくなる…。

## テレビドラマ
1999年6月24日から9月16日まで、TBS系列「木曜ドラマ」枠で放送された。全12話。主演は堂本光一。
2007年6月29日にDVD-BOXが発売された。2023年10月4日にはBlu-ray化される。

### キャスト
- 加地俊平：堂本光一
- 太田原桃子：瀬戸朝香
- 桜小夜子：仲間由紀恵
- 曽根田隆：藤木直人
- 下川啓介：横山裕
- 水沢かおる：建みさと
- 宮崎裕美：立河宜子
- 松田まゆみ：小松千春
- マスター：斉藤暁
- 筒井慎一：西村和彦
- 太田原朋子：松原智恵子
- 山辺粧子：櫻井淳子
- 市村洗太郎：上川隆也
- 俵次郎：小林稔侍

### スタッフ
- 原作：柴門ふみ
- 脚本：小林司、鈴木貴子
- 音楽：S.E.N.S.（BMG JAPAN）
- 主題歌：Hysteric Blue「なぜ…」
- プロデュース：成合由香、横井直行
- 演出：吉田健、森山享、戸高正啓、荒井光明

### 受賞歴
- 第22回ザテレビジョンドラマアカデミー賞[4]
  - 主題歌賞（Hysteric Blue）

### サウンドトラック
- Fine〜「P.S. 元気です、俊平」オリジナル・サウンドトラック

### 放送日程
| 第1話                                                       | 1999年6月24日 | 2年間、失恋中!?          | 14.8% |
| 第2話                                                       | 1999年7月1日  | いきなりキスを奪われた!? | 11.6% |
| 第3話                                                       | 1999年7月8日  | 私を受け止めて           | 13.7% |
| 第4話                                                       | 1999年7月15日 | 一夜のあやまち           | 13.3% |
| 第5話                                                       | 1999年7月22日 | 彼と寝たわよ             | 12.0% |
| 第6話                                                       | 1999年7月29日 | すれ違う恋…              | 13.5% |
| 第7話                                                       | 1999年8月5日  | やっと結ばれて           | 12.1% |
| 第8話                                                       | 1999年8月12日 | 今夜だけでいい抱きしめて | 11.8% |
| 第9話                                                       | 1999年8月19日 | もうダメだよ!私たち      | 12.1% |
| 第10話                                                      | 1999年9月2日  | 捨てろよ!婚約指輪なんか  | 12.0% |
| 第11話                                                      | 1999年9月9日  | 3日間だけ最後の恋させて  | 12.3% |
| 最終話                                                      | 1999年9月16日 | 君のことがずっと好きだよ | 13.4% |
| 平均視聴率 12.72%（視聴率は関東地区・ビデオリサーチ社調べ） |               |                          |       |

- 8月26日は『世界陸上セビリア』放送のため休止。

| TBS 木曜22時台 | TBS 木曜22時台      | TBS 木曜22時台            |
| 前番組         | 番組名              | 次番組                    |
| -------------- | ------------------- | ------------------------- |
| 魔女の条件     | P.S. 元気です、俊平 | 人間解析ドキュメント ZONE |